# Bauyrschan Muchametschanow

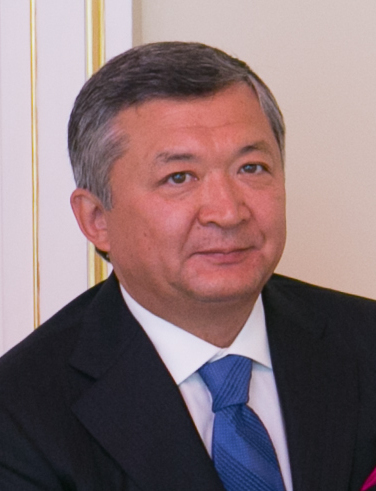
Bauyrschan Muchametschanow, 2013

Bauyrschan Älimuly Muchametschanow (kasachisch Бауыржан Әлімұлы Мұхаметжанов Bauyrjan Älımūly Mūhamedjanov, russisch Бауржан Алимович Мухамеджанов Baurschan Alimowitsch Muchamedschanow; * 26. November 1960 in Merki, Kasachische SSR) ist ein kasachischer Diplomat und Politiker. Seit Mai 2018 ist er kasachischer Botschafter in Georgien.

## Biografie
Muchametschanow wurde 1960 im Dorf Merki im heutigen Gebiet Schambyl geboren. Er studierte Rechtswissenschaften an der Staatlichen Kasachischen Kirow-Universität in Alma-Ata. Nach seinem Studium schlug er zunächst eine wissenschaftliche Laufbahn ein und wurde zunächst Lehrbeauftragter an der juristischen Fakultät der Kirow-Universität in Alma-Ata, an der er 1990 einen Doktortitel der Rechtswissenschaften erlangte. In den folgenden Jahren arbeitete er in verschiedenen Positionen, unter anderem in der Rechtsabteilung, in der Verwaltung des kasachischen Präsidenten, bevor er 1997 zum Justizminister Kasachstans ernannt wurde.
Von 2000 bis 2002 war Muchametschanow stellvertretender Leiter der Administration des Präsidenten und von Januar 2002 bis Juni 2003 stellvertretender Premierminister der Republik Kasachstan, bevor er bis 2005 nochmals stellvertretender Leiter der Administration des Präsidenten war. Am 14. Oktober 2005 wurde Muchametschanow unter Premierminister Kärim Mässimow zum Innenminister Kasachstans ernannt. Zwischen 2009 und 2011 war er Mitglied des kasachischen Senates und von 2011 bis 2013 bekleidete er den Posten des Gouverneurs der Provinz Mangghystau.
Am 26. März 2013 wurde Muchametschanow zum kasachischen Botschafter in Litauen ernannt. Seit dem 21. Mai 2013 ist er zusätzlich als Botschafter im benachbarten Lettland akkreditiert. Seit dem 31. Mai 2018 ist er Botschafter Kasachstans in Georgien.
Bauyrschan Muchametschanow ist verheiratet und hat zwei Töchter.